# Fedeleșeni
Fedeleșeni – wieś w Rumunii, w okręgu Jassy, w gminie Strunga. W 2011 roku liczyła 263 mieszkańców.